# Westinghouse J40
Il Westinghouse J40 era un motore turbogetto a compressore assiale dotato di postbruciatore realizzato dall'azienda statunitense Westinghouse tra gli anni quaranta ed i cinquanta.
Promosso, nel 1946, dal Bureau of Aeronautics (ufficio dell'aviazione) della United States Navy il motore era accreditato per una spinta di 3 300 N (7 500 lbf) al livello del mare ed era destinato ad equipaggiare diversi aerei militari.

## Storia

### Sviluppo
Dopo aver considerato i progetti di altre tre ditte, l'Ufficio per l'Aviazione della Marina stipulò, nel 1947, un contratto con la Westinghouse Electric Corporation per lo sviluppo del motore.
Il prototipo eseguì la prima accensione nel novembre del 1948. Secondo quanto riportato nel Naval Aviation Confidential Bulletin in un articolo del 1949 a firma del capitano di corvetta Neil D. Harkleroad della divisione motori dell'ufficio per l'aeronautica navale Il motore ha operato con successo allo stato attuale. Da quanto scritto nell'articolo i test di 50 ore di volo doveva essere eseguito entro il giugno 1949, mentre i test di qualificazione, 150 ore di volo, dovevano concludersi nel dicembre 1949.
Il J40-WE-8, versione con il postbruciatore, doveva equipaggiare la maggior parte dei nuovi caccia monomotore imbarcati, il Grumman F10F Jaguar caccia con ala a geometria variabile, il McDonnell F3H Demon ed il Douglas F4D Skyray.
La spinta prevista con il postbruciatore era di oltre 15 000 lbf corrispondenti a 6 700 N. Una versione senza postbruciatore, la J40-WE-6, avrebbe dovuto motorizzare il A3D Skywarrior bombardiere bimotore imbarcato.
Il J40-WE-8 aveva un diametro di circa un metro ed una lunghezza di 7,5 m, per un peso di 1 600 kg, compresi gli accessori ed il postbruciatore.
La versione J40-WE-6, senza postbruciatore, era più corta di due metri e più leggera di 270 kg.

### Abbandono
Lo sviluppo del motore subì notevoli ritardi. Il fondamentale test delle 150 ore di volo, che doveva tenersi entro il dicembre 1949, fu portato a termine solo nel gennaio del 1951. Il postbruciatore dette notevoli problemi, infatti la versione J40-WE-8 con postbruciatore, passò il test delle 150 ore di volo solo nell'agosto del 1952. Per questo il motore iniziò ad essere consegnato senza postbruciatore, causando ritardi nello sviluppo dei velivoli.
Il F3H Demon fu un fallimento a causa dell'inaffidabilità del motore J40, i primi Demon furono ritirati per una riconfigurazione dopo la perdita di 6 aerei e 4 piloti in incidenti. 
Un risultato positivo del J40 fu il record non omologato di velocità ascensionale ottenuto da un Demon: 10.000 piedi (3048 m) in 71 secondi.
Lo sviluppo del J40 fu interrotto nel 1955. Tutti gli aerei che avrebbe dovuto equipaggiare furono riprogettati per ospitare altri motori (specialmente il J57 ed il J71) o abbandonati del tutto.
Il fallimento del J40 costò moltissimo alla Westinghouse e la portò infine all'abbandono del settore motori a reazione.

## Velivoli utilizzatori
Stati Uniti
- Convair F-102 Delta Dagger
- Douglas A3D Skywarrior
- Douglas F4D Skyray
- Grumman F10F Jaguar
- McDonnell F3H Demon
- North American X-10